# Cziglényi Ádám
Cziglényi Ádám (Ipolyszécsényke, 1909. december 23. – Budapest, 1998. január 15.) magyar grafikus, bélyegtervező.

## Életpályája

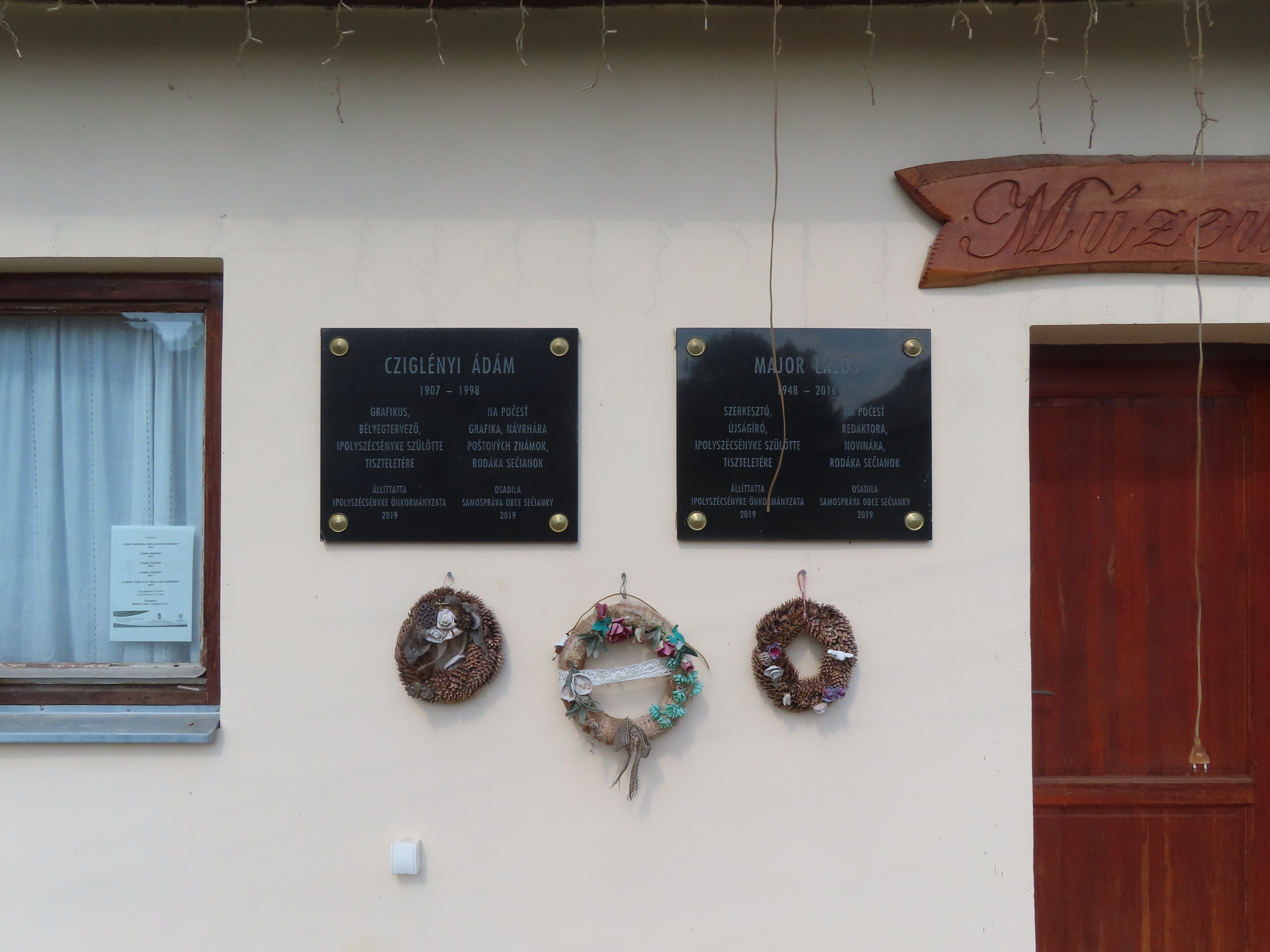

1925-től a Magyar Iparművészeti Főiskolán tanult. Aba-Novák Vilmos és Stein János tanítványaként diplomáját 1935-ben kapta meg. 
Elsősorban bélyegterveket tervezett az első sorozata a debreceni Református Kollégium sorozat 1938-ban jelent meg. 1938 és 1982 között mintegy kétszázötven magyar és ezer külföldi bélyeget is tervezett. A bélyegtervek mellett reklámgrafikával is foglalkozott.

## A Cziglényi által tervezett bélyegek

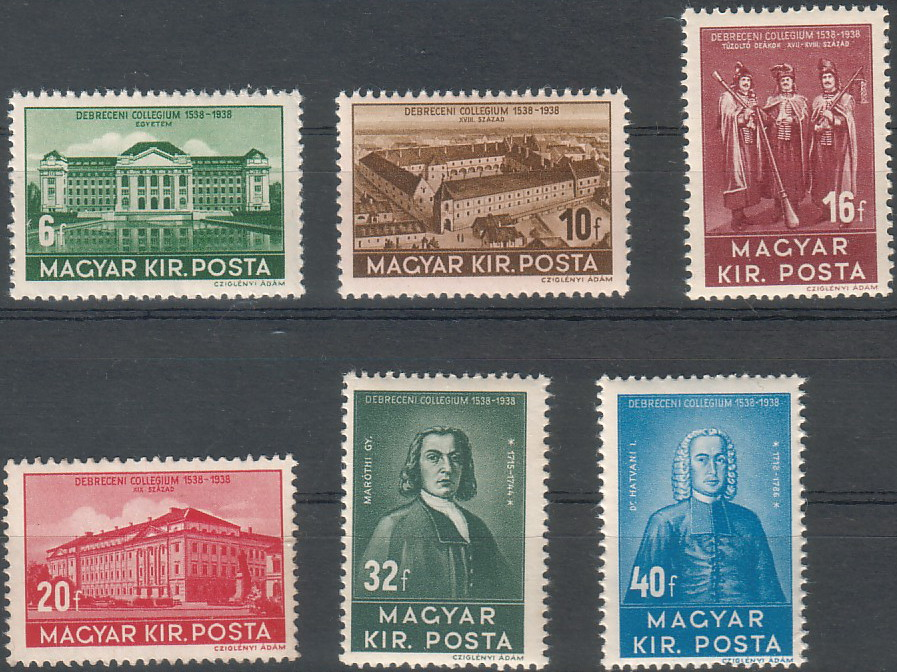
Debreceni Református Kollégium (sorozat, 6 érték), (1938)

### Magyar bélyegek
- Debreceni Református Kollégium (sorozat, 6 érték), (1938)
- Szakszervezet (II.) (bélyeg és kisív), (1948)
- Bélyegnap (bélyeg és kisív), (1948)
- Puskin-blokkpár (1949)
- Bélyegnap (bélyeg és kisív), (1949)
- Nemzetközi geofizikai év (1959)
- Balaton (4 érték a sorozatból), (1959)
- Hold-rakéta (1959)
- Levelező hét (II.), (1959)
- Május 1. (VIII.), (1961)
- Közlekedési miniszterek budapesti értekezlete (1 érték a sorozatból), (1961)
- Liszt Ferenc blokk (1961)
- Magyar Lósport (sorozat, 1 érték), (1961)
- Magyar barackfajták (sorozat, 8 érték), (1964)
- Nyugodt Nap éve (sorozat, 9 érték), (1965)
- A tenisz története (sorozat, 9 érték), (1965)
- Cirkusz (sorozat, 10 érték), (1965)
- Lepke (II.) (sorozat, 9 érték), (1966)
- Kitaibel Pál virágai (sorozat, 7 érték), (1967)
- Halfogó (sorozat, 7 érték), (1967)
- Vénusz-4 (1967)
- 100 éves a Magyar Posta (blokk), (1967)
- Olimpia (Grenoble), (sorozat, 8 érték és blokk), (1967)
- Hortobágy (sorozat, 9 érték), (1968)
- Öttusa VB (sorozat, 6 érték), (1969)
- Az autó története (sorozat, 8 érték), (1970)
- EXPO '70 (sorozat, 2 érték), (1970)
- Botanikus kert (sorozat, 8 érték), (1971)
- Lósport (sorozat, 8 érték), (1971)
- Agarak (sorozat, 7 érték), (1972)
- Labdarúgó Európa-bajnokság (sorozat, 8 érték), (1972)
- Sapporótól Münchenig (blokk), (1972)
- Apollo-17 (blokk), (1973)
- Busójárás (sorozat, 7 érték), (1973)
- IBRA '73 – Polska '73 (sorozat, 8 érték és blokk), (1973)
- A Mars-kutatás eredményei (sorozat, 7 érték és blokk), (1974)
- 100 éves az Egyetemes Postaegyesület (sorozat, 7 érték és blokk), (1974)
- INTERNABA '74 (1974)
- Fogaskerekű (blokk), (1974)
- Stockholmia (1974) (1974. év legszebb bélyege)
- SZOCFILEX V. (1975)
- ARPHILA(1975)
- 30 év bélyegeiből (blokk), (1975)
- 20 éves a Varsói szerződés (1975)
- Idegenforgalom (blokk, keret), (1976)
- INTERPHIL (kisív), (1976)
- HAFNIA 76 (kisív), (1976)
- ITALIA 76 (kisív), (1976)
- SZOCFILEX '77 (kisív), (1977)
- Európai Biztonsági és Együttműködési Értekezlet (blokk), (1977)
- Léghajó története (blokk), (1977)
- 150 éves a magyar lóversenyzés, (1977)
- Magyar huszárok (sorozat, 6 érték), (1978)
- PRÁGA '78 (kisív), (1978)
- Szent László, (1978)
- Dürer (sorozat, 7 érték és blokk), (1979)
- PHILASERDICA '79 (kisív), (1979)
- London (kisív), (1980)
- NORWEX (kisív), (1980)
- Szovjet–magyar közös űrrepülés (blokk), (1980)
- PHILEXFRANCE (blokk), (1982)